# Lajos Árpád
Lajos Árpád (Párizs, 1911. december 7. – Miskolc, 1976. szeptember 29.) néprajzkutató.

## Élete, munkássága
Párizsban született, ahol apja, Lajos Tamás, a divatszűcs mesterséget tanulta, anyja Kocsis Erzsébet volt. Az első világháború idején apját internálták a franciák, anyja a gyerekekkel (1913-ban született egy lánygyermek is) hazaköltözött Magyarországra, Miskolcra. Később itt egyesült a család, csatlakozott hozzájuk az apa is, aki 1930-ban hunyt el. A fiú Miskolcon járt elemi és középiskolába, 1930-ban érettségizett. Ezután Budapesten, a Pázmány Péter Tudományegyetemen tanult tovább, és ott végzett magyar, német és irodalom szakos tanárként. 1935-ben póttartalékos újoncként Sopronban részt vett egy tízhetes karpaszományos iskolai kurzuson.
1936 elejétől Budapesten élt, alkalmi munkákból tartotta fenn magát. Szeptemberben végül a Pázmány Péter Tudományegyetemen, Györffy István néprajzprofesszor mellett lett gyakornok, majd tanársegéd. Itt és ekkor kezdte néprajzi kutatásait, a folklór, de ezen belül főleg a népi játékok, a népzene és a népszokások, valamint a fonók élete érdekelték. Első írásai az Ethnographia című szakfolyóiratban jelentek meg.
1938-ban Miskolcon, az Evangélikus Tanítóképző Intézetben lett nyelv-irodalomszakos tanár, és ott tanított 1949-ig, amikor az intézet megszűnt. Ezután a Mikszáth Kálmán Gimnáziumban tanított, közben egy kis általános iskolai kitérővel. 1951-ben a Borsod-Abaúj-Zemplén megyei tanács népművelési osztályán helyezkedett el, majd 1952-ben a Herman Ottó Múzeum munkatársa lett. A múzeum évkönyvében, a múzeumi közleményekben, az Ethnographia, a Néprajzi Közlemények, a Borsodi Szemle és az Észak-Magyarország lapjain jelentetett meg tanulmányokat, önálló könyveket írt (Borsodi népdalok, Borsodi játékok, Borsodi balladajátékok, Borsodi fonó). Néprajzi témájú előadásokat tartott a TIT-ben. A népzene területén kifejtett aktivitását jelzi, hogy – a tömegkommunikációs eszközöket is igénybe véve – igyekezett a népzenei együttesek munkáját segíteni. Mát 1961-ben (messze a táncházmozgalom és a népzene-reneszánsz elindulása előtt) azt írta: „Nem igaz, hogy elavult a népzene! Csak azokkal történt baj, akik eltávolodtak tőle”. 1969-ben rövid időn át megbízott megyei múzeumigazgató volt. 1973-ban nyugállományba vonult a múzeumból, de külsősként ezután is aktívan dolgozott. 1976-ban közlekedési balesetben elhunyt Miskolcon, a dédestapolcsányi temetőben nyugszik.
Munkássága elismeréseként 1955-ben Szocialista Kultúráért, 1973-ban pedig Munka érdemrend kitüntetést kapott.

## Főbb művei
- A „barkó" népelnevezés magyarázatához. Ethnographia, 1937
- Fonóélet Domaházán. Ethnographia, 1938
- A magyar nép játékai. Budapest, 1940
- Borsodi népdalok. Miskolc, 1953
- Egy ismeretlen hangszer a félnomád pásztorkodás idejéből. Miskolc, 1956
- Borsodi játékok. Miskolc, 1957
- Borsodi balladajátékok és táncok. Miskolc, 1959
- Díszes fafaragás a Hór völgyén. Miskolc, 1963
- Borsodi fonó. Miskolc, 1965
- Házépítés régi módja Kacson. Miskolc, 1969
- Este a fonóban. Borsodi népszokások. Budapest, 1974
- Borsodi népdalváltozatok. Miskolc, 1976
- Nemesek és partiak Szuhafőn. Miskolc, 1979